# Solanum angustum
Solanum angustum är en potatisväxtart som beskrevs av Karel Domin. Solanum angustum ingår i släktet skattor som ingår i familjen potatisväxter. Inga underarter finns listade i Catalogue of Life.